# Kupravas liepu audze
Kupravas liepu audze este o arie protejată (arie specială de conservare — SAC, sit de importanță comunitară — SCI, arie de protecție specială avifaunistică — SPA) din Letonia întinsă pe o suprafață de 32,66 ha, integral pe uscat.

## Localizare
Centrul sitului Kupravas liepu audze este situat la coordonatele 57°16′41″N 27°30′00″E / 57.278°N 27.5001°E.

## Înființare
Situl Kupravas liepu audze a fost declarat arie de protecție specială avifaunistică în decembrie 2002 pentru a proteja 1 specie de plante și 1 specie de animale. Alte tipuri de protecție:
- sit de importanță comunitară (în mai 2004)
- arie specială de conservare (în mai 2004)[1][3][4]

## Biodiversitate
Situată în ecoregiunea boreală, aria protejată conține 3 habitate naturale: Taiga vestică, Păduri caducifoliate bătrâne naturale hemiboreale fino-scandinave (Quercus, Tilia, Acer, Fraxinus sau Ulmus) bogate în specii epifite, Păduri de stejar sau de stejar și carpen sub-atlantice și medio-europene de Carpinion betuli.
La baza desemnării sitului se află mai multe specii protejate:
- plante (1): Cinna latifolia
- păsări (1): ciocănitoare de munte (Picoides tridactylus)

Pe lângă speciile protejate, pe teritoriul sitului au mai fost identificate 8 specii de plante.